# Kanton Albertville-Nord
Der Kanton Albertville-Nord war von 1973 bis 2015 ein französischer Wahlkreis im Département Savoie, sein Hauptort war Albertville. Die landesweiten Änderungen in der Zusammensetzung der Kantone brachten zum März 2015 seine Auflösung.

## Gemeinden
Der Kanton umfasste das nördliche Stadtgebiet von Albertville mit etwa 10.300 Einwohnern (Stand 2012, angegeben in der Tabelle ist die Gesamteinwohnerzahl der Stadt) und weitere sieben Gemeinden:
| Gemeinde    | Einwohner Jahr | Fläche km² | Bevölkerungsdichte | Code INSEE | Postleitzahl |
| ----------- | -------------- | ---------- | ------------------ | ---------- | ------------ |
| Albertville | 19.071 (2013)  | –          | – Einw./km²        | 73011      | 73200        |
| Allondaz    | 252 (2013)     | 4,08       | 62 Einw./km²       | 73014      | 73200        |
| Césarches   | 416 (2013)     | 2,9        | 143 Einw./km²      | 73061      | 73200        |
| Mercury     | 2.974 (2013)   | 22,33      | 133 Einw./km²      | 73154      | 73200        |
| Pallud      | 742 (2013)     | 5,2        | 143 Einw./km²      | 73196      | 73200        |
| Thénésol    | 263 (2013)     | 5,49       | 48 Einw./km²       | 73292      | 73200        |
| Venthon     | 620 (2013)     | 2,5        | 248 Einw./km²      | 73308      | 73200        |